# Mariner 2
Mariner 2 (Mariner-Venus 1962) je bilo prvo uspešno vesoljsko plovilo v Nasinem medplanetarnem Programu Mariner. Kakor Mariner 1 so ga namenili na pot do planeta Venere.
Raketa nosilka Atlas LV-3 Agena-B, ki je ponesla Mariner 1, je med izstrelitvijo 22. julija 1962 odpovedala in plovilo je bilo uničeno. Mesec dni kasneje 27. avgusta so uspešno izstrelili nadomestni Mariner 2, ki je poletel na 3½ mesece dolgo pot do Venere. Med letom je prvič izmeril Sončev veter, stalni tok nabitih delcev, ki izvira iz Sonca. Poleg tega je sonda zaznala visokoenergijske nabite delce iz Sonca in nekaj kratkotrajnih sončnih izbruhov, kakor tudi kozmične žarke iz zunanjih področij Osončja. Ko je sonda 14. decembra 1962 letela mimo Venere manj kot 35.000 km daleč, je posnela planet z infrardečimi in mikrovalovnimi radiometri. Deset let preden je sonda poletela, so astronomi in planetologi verjeli, da planet večinoma pokriva voda, ali pa se je planet zaradi visokih temperatur spremenil v eno samo veliko peščeno puščavo. Uvideli so tudi, da je zunanja plast njene atmosfere sestavljena iz ogljikovega dioksida, ki ne prepušča toplote Sonca. Mariner 2 je odkril, da ima Venera mrzle oblake in izjemno vročo površino (do približno 430 °C). Pri tem ni zaznal magnetnih polj ali sevanj. Ker svetli neprepustni oblaki planeta zakrivajo površino, Mariner 2 niso opremili s fotoaparatom.
Naslednji odpravi v projektu Mariner sta bili Mariner 3 in Mariner 4, ki sta poleteli do Marsa. Uspelo je le Marinerju 4.